# Madonna Benois
Pour les articles homonymes, voir Benois.
La Madonna Benois (« Madonna col Bambino ») pourrait être l’une des deux Madones commencées par Léonard de Vinci, comme il le dit lui-même, en octobre 1478. L’autre pourrait être La Madone à l'œillet, conservée à l’Alte Pinakothek de Munich.
De 1507 à 1513 se déroule ce qu’il convient de nommer la « période milanaise « , deuxième séjour de Léonard de Vinci dans la cité italienne. Il est alors au service des Français, notamment de Charles II d'Amboise, nommé gouverneur de Milan par Louis XII. C’est lui qui a fait revenir Léonard de Vinci à Milan en 1507, car il l’a en grande estime. Le premier tableau exécuté par Léonard de Vinci (entre 1478 et 1482), La Madone Benois, (actuellement au musée de l’Ermitage, à Saint-Pétersbourg), a appartenu à Charles II d’Amboise. Ce tableau découvert récemment porte encore, de nos jours, les armoiries de Charles d’Amboise sur son cadre d’origine.

## Histoire
Il est probable que la Madonna Benois ait été le premier travail exécuté par Léonard comme peintre indépendant de son maître Andrea del Verrocchio. Il existe deux études préparatoires de ce tableau, conservées au British Museum (Londres).
Durant des siècles, le tableau a été considéré comme perdu. C’est seulement en 1909 que l’architecte Léon Benois l’a sensationnellement exposé à Saint-Pétersbourg, avec une partie de la collection de son beau-père.
Vers 1790, la Madonna Benois est en possession du général Alexandre Rimski-Korsakov et elle quitte l’Italie pour la Russie. À la mort du général, son fils vend le tableau pour 1 400 roubles à un certain Sapojnikov, un marchand originaire d’Astrakhan. Léon Benois (qui donne son nom au tableau) en devient le propriétaire lorsqu’il épouse la petite-fille de Sapojnikov.
En 1908, la revue Starye gody (Старые годы) organise la première exposition publique du tableau. À cette occasion, le conservateur de l’Académie impériale de peinture de Saint-Pétersbourg, Ernst Friedrich von Liphart, est le premier à l’attribuer à Léonard de Vinci : « J’ai le courage de mon opinion malgré le tollé que soulèvera cette attribution. Le tableau n’est pas plaisant à première vue, j’en conviens ; mais étudiez-le et vous vous laisserez gagner peu à peu par le charme mystérieux de cette œuvre de jeunesse, toute modeste, de celui qui fut plus tard le grand, l’unique Léonard ». Le père d’Ernst, Karl Eduard von Liphart, fut en son temps l’un des plus grands spécialistes de Léonard : c’est lui qui identifia L'Annonciation.
Léon Benois vend le tableau en 1914 au musée impérial de l'Ermitage.
Cette composition de Léonard a largement été copiée par de jeunes peintres, notamment par Raphaël pour son tableau La Madone aux œillets, acquis en 2004 par la National Gallery de Londres.

## Composition
L’accumulation des vernis sur le tableau a pu donner l’impression que la Vierge est édentée. Une observation rigoureuse de sa bouche cependant montre au moins quatre séparations (traits noirs) sous la lèvre supérieure. Le tableau ne semble pas pour autant achevé : des parties du vêtement paraissent ainsi être à l’état de sous-couches. Qui plus est, certains endroits du tableau ont été repeints : le ciel que l’on voit par la fenêtre, le tour de la bouche, le cou de la Vierge ainsi que le fond noir.
Les deux personnages, Marie et Jésus, sont positionnés sur la toile de manière que le centre de la composition soit la fleur avec laquelle ils jouent.
Une des sources de lumière provient d’une fenêtre disposée à droite, visible dans le fond du tableau.

## Analyse
Selon certains historiens de l’art, les deux fleurs blanches cruciformes tendues par Marie à l'Enfant seraient une allégorie de la future crucifixion de Jésus.